# Brachycaudus populi
Brachycaudus populi är en insektsart som först beskrevs av Del Guercio 1911.  Brachycaudus populi ingår i släktet Brachycaudus och familjen långrörsbladlöss. Arten är reproducerande i Sverige. Inga underarter finns listade i Catalogue of Life.